# Famille Jooris
La famille Jooris est une famille noble belge originaire de Bruges. L'histoire de la famille commence avec Jacques Jooris qui épousa Agnès Wittebroodt le 24 septembre 1588. Cette date est aussi la première mention concernant cette famille. Leurs descendants occupèrent des fonctions administratives, ils furent notamment échevins de la ville de Bruges.

## Filiation
- Joseph Jooris (1789-1858), vice-président du tribunal de première instance de Bruges, a épousé Isabelle D'Haeninck (1807-1866)
  - Joseph Jooris (1831-1898), envoyé extraordinaire et ministre plénipotentiaire, a épousé Marie-Charlotte Eggermont (1845-1930)
    - Paula Jooris (voir ci-dessous)
    - Gaston Jooris (voir ci-dessous)

  - Emile Jooris (voir ci-dessous)

### Paula Jooris
Pauline (Paula) Marie Joséphine Jooris (Bruges, 28 juin 1870 - Woluwe-Saint-Pierre, 8 avril 1960) a épousé Charles de Peñaranda de Franchimont (1861-1924) à Bruxelles en 1892. Elle devint conseillère communale de Bruxelles et obtint une concession de noblesse en 1933 avec le titre personnel de baronne.

### Gaston Jooris
- Dominique Gaston Ange Norbert François Jooris ( Ledeberg, 13 septembre 1873 - Etterbeek, 8 février 1960), diplomate, obtint une concession de noblesse héréditaire belge en 1919. Il a épousé la baronne Marie-Madeleine de Crombrugghe de Looringhe (1880-1962) à Ixelles en 1905. Ils eurent dix enfants, cinq filles et cinq fils. Cinq des enfants s'illustrèrent dans la Résistance pendant la Seconde Guerre mondiale: deux sont morts pour la patrie (Pierre et Emmanuel), les cinq ont reçu la Croix de guerre 1940-1945 et ont été nommés officiers ARA (Christian, Pierre, Emmanuel, Antoine et Marie-Thérèse), trois ont reçu la Croix des évadés (Antoine, Emmanuel et Pierre), deux ont reçu la King's Medal for Courage in the Cause of Freedom (Antoine et Marie-Thérèse), un a reçu la Légion d'honneur (Pierre) et un autre a été nommé membre de l'Ordre de l'Empire britannique (Christian).
  - Christian Jooris (1905-1994), ingénieur des mines, a épousé Jeanne Busch (1918-2001) à Verviers en 1937. Le couple a eu cinq enfants, dont descendance. En 1940, Christian Jooris a fermé l'entreprise qu'il dirigeait, de peur d'être contraint de travailler pour les forces d'occupation. Il s'est installé avec sa famille à Wingene. Il rejoignit la Résistance dans la région de Bruges. Il a été nommé major ARA après la guerre.
  - Pierre Jooris (1909-1943), avocat, s'est évadé vers l'Angleterre avec ses frères Antoine et Emmanuel en décembre 1940. Après un long voyage semé d'embûches, ils arrivèrent à Londres début 1942. Ils ont reçu une formation dans les services secrets. En août 1942, Pierre a été envoyé en Belgique mais fut parachuté par erreur à Vendresse (France). Il rejoignit un groupe de résistants français et fut arrêté en janvier 1943. Après de nombreux interrogatoires et tortures, il a été condamné à mort et exécuté à Arras le 6 novembre 1943 sous le nom de Jacques Luncq. Il a été nommé capitaine ARA à titre posthume[1],[2].
  - Antoine Jooris (1911-1994) a été parachuté en août 1942, également par erreur à Vendresse. Il parvint à rejoindre la Belgique et y retrouva son frère Emmanuel. Avec d'autres, il a fondé un groupe de résistance sous le nom de Bayard. Il survécut à la guerre et fut nommé major ARA. Il a épousé Andrée Beaujean (1911-1985) en 1946. Le couple est resté sans enfant[2].
  - Emmanuel Jooris (1914-1945) a été parachuté depuis l'Angleterre dans la région de Binche en mai 1942. Avec un collègue, il a fondé le groupe de résistance Brise-Botte. En septembre 1943, il a été trahi et arrêté. Après avoir été torturé, il fut déporté en juin 1944 à Gross Strehlitz, puis à Gross-Rosen. Début 1945, il a été transféré au camp de concentration de Dora, où il est mort d'épuisement le 20 mars 1945. Ayant refusé de parler, il est mort sous le nom d'"Emmanuel Vincent". Il a été nommé lieutenant-colonel ARA à titre posthume[2].
  - Marie-Thérèse Jooris (1915-2006) rejoignit la Résistance pendant la guerre. Elle a été nommée lieutenant ARA. Elle a épousé André Woronoff (nl) (1913-2002) en 1946, dont descendance[2].

### Émile Jooris
Émile Désiré Jean Marie Jooris (nl) (Bruges, 15 mars 1833 - Varsenare, 10 octobre 1919), docteur en droit, devint échevin de Bruges, commissaire d'arrondissement de Bruges et bourgmestre de Varsenare, où il se fait construire le château de Zandberg. En 1906, il obtint une concession de noblesse. Il a épousé, à Malines en 1861, Gabrielle Vermylen (1841-1908), petite-fille de Jean Joseph Vermylen-Neeffs. Ils eurent cinq enfants, dont une de ses filles épousera Maurice Houtart. Il est le grand-père du général-baron Robert Jooris.

## Pour approfondir